# هيئة تنظيم الأعمال الخيرية (قطر)
هيئة تنظيم الأعمال الخيرية (Regulatory Authority for Charitable Activities) هي هيئة حكومية مستقلة في دولة قطر مهامها تنظيم الأعمال والأنشطة الخيرية والإنسانية بهدف تطويرها وتعزيزها ودعمها وتحسينها للوصول بها إلى مستوى عالٍ من الكفاءة والشفافية. أسست سنة 2014 تابعاً للقرار الأميري رقم (43) لنفس العام ويدير الهيئة حالياً إبراهيم عبد الله الدهيمي. يقع مقر الهيئة في الدوحة.

## الوظائف والأهداف
تختوي المادة الخامسة للقرار الأميري لعام 2020 على أهداف هيئة تنظيم الأعمال الخيرية. ومنها:
1- إعداد إستراتيجية العمل الخيري والإنساني بالدولة، بما يتوافق مع رؤية قطر الوطنية 2030 واستراتيجية التنمية الوطنية، وذلك بالتنسيق مع الجهات ذات العلاقة والعمل على تنفيذها.
2- العمل على زيادة الوعي بالعمل الخيري والإنساني وتنميته بين أفراد المجتمع.
3- العمل على تنسيق وتوحيد الجهود بين الجهات العاملة في مجالات الأعمال الخيرية والإنسانية.
4- التعاون مع الجهات الرقابية والجهات المختصة في الدولة، لحماية الجمعيات والمؤسسات الخاصة الخيرية والمنظمات غير الربحية من مخاطر الاستغلال في الأعمال غير المشروعة.
5- إصدار التعليمات والضوابط الرقابية المنظمة للعمل الخيري والإنساني للجمعيات والمؤسسات الخاصة الخيرية والمنظمات غير الهادفة للربح.
6- تسجيل الجمعيات والمؤسسات الخاصة الخيرية.